# Валефузела (Асколи Пичено)
Валефузела (итал. Vallefusella) насеље је у Италији у округу Асколи Пичено, региону Марке.
Према процени из 2011. у насељу је живело 16 становника. Насеље се налази на надморској висини од 423 м.